# 아르메니아의 역사

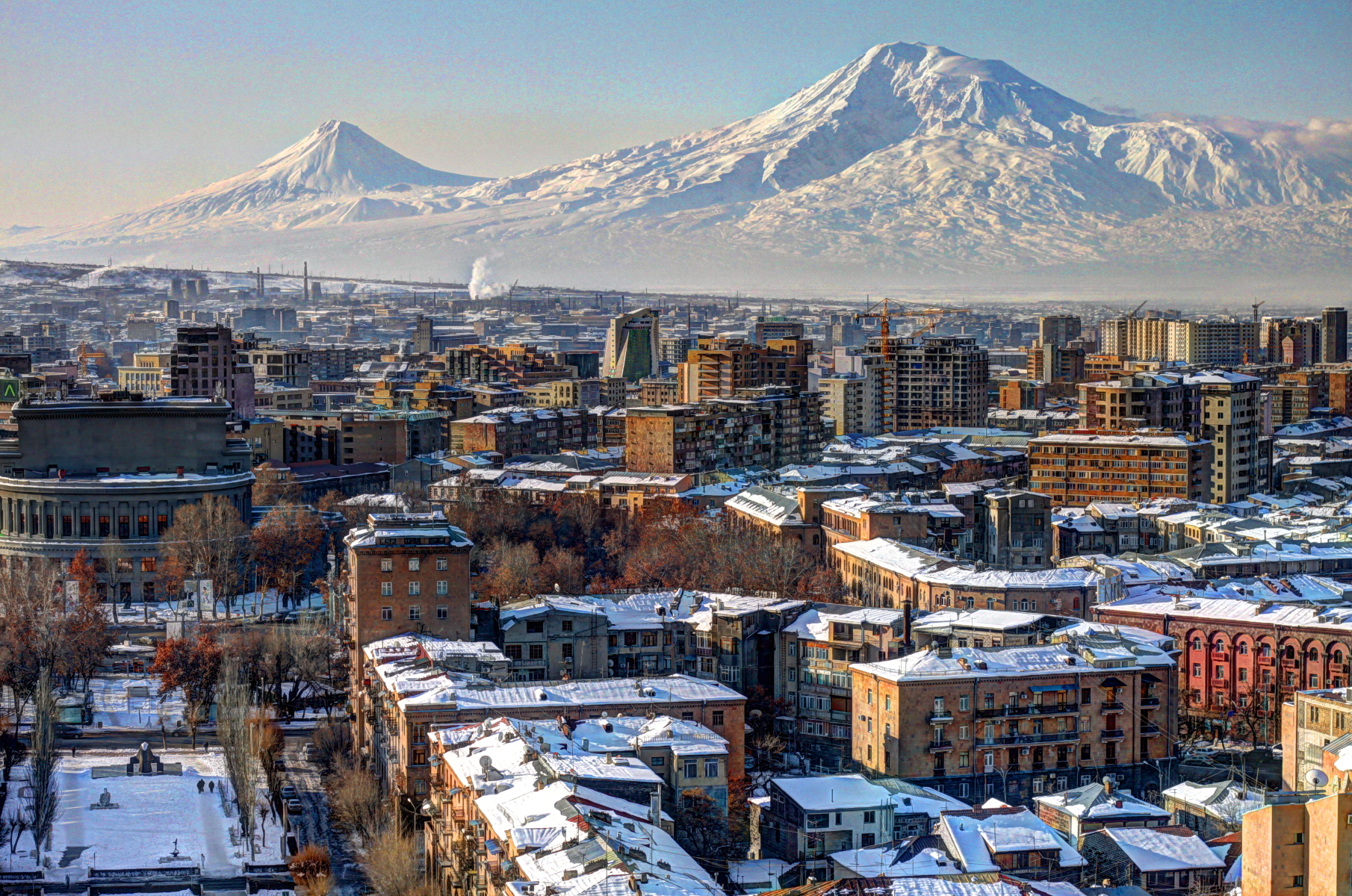
예레반 아라라트산

아르메니아의 역사는 아르메니아 공화국의 역사뿐만 아니라 아르메니아인, 아르메니아어, 역사적 또는 지리적으로 아르메니아로 간주되는 지역들과 관련된 주제를 다루고 있다.
아르메니아는 성지로 여겨지는 아라라트산을 둘러싼 고원에 위치하고 있다. 아르메니아인이 자신들의 국가를 불렀던 원래 이름은 하이크, 그리고 이후 '하이크의 땅'으로 해석되는 '하이스탄'이었다. '하이스탄'은 '하이크'와 땅을 의미하는 이란어 접미사 '스탄'에서 유래한 것이다. 역사적으로 하이크의 적은 벨 또는 다른 언어로 바알이었다.
아르메니아라는 이름은 아르메니아의 주변 국가들에서 유래했으며, 아르메니아 전승에 따르면 하이크의 손자의 손자이자 아르메니아의 지도자이며 모든 아르메니아인들의 조상이었던 아르메낙 또는 아라무에서 유래했다고 본 다. 청동기 시대에 히타이트, 미탄니, 하야사-아지와 같은 몇몇 국가들이 대아르메니아에서 번창했다. 하야사-아지 이후 나이리, 우라르투가 아르메니아고원에서 주권국으로 발돋움했다. 앞서 설명한 국가들과 부족들은 아르메니아의 민족 기원에 일조했다. 아르메니아의 수도인 예레반의 역사는 기원전 8세기까지 거슬러 올라가며, 782년 아라라트평원 서쪽 끝에 아르기슈티 1세가 에레부니 요새를 지은 것에서 역사가 시작되었다. 에레부니는 '훌륭한 종교 및 행정의 중심지이자 매우 장엄한 수도"였다고 묘사된다.

## 같이 보기
- 아르메니아의 정치(영어판)
- 아르차흐의 역사(영어판)
- 아르메니아의 문화(영어판)
- 아르메니아의 군주(영어판)